# Pseudomops nigrimaculis
Pseudomops nigrimaculis är en kackerlacksart som beskrevs av Fisk 1977. Pseudomops nigrimaculis ingår i släktet Pseudomops och familjen småkackerlackor. Inga underarter finns listade i Catalogue of Life.